# Szent Julián-torony
Szent Julián-torony (máltaiul:  Torri ta' San Ġiljan ), eredetileg Torre di San Giuliano, más néven Sliema torony (máltaiul: Torri tas-Sliema), kis őrtorony a Szent Julián-öböl bejáratánál Sliemaban, Máltán. A torony 1658-ban épült Martín de Redín nagymester parancsára, aki Málta partjainak védelmében összesen tizenhárom hasonló kisméretű erődtornyot építtetett 1657 és 1660 között. A torony köré 1715-ben tüzérségi üteget építettek. A torony és az üteg maradványa ma étterem.

## Története

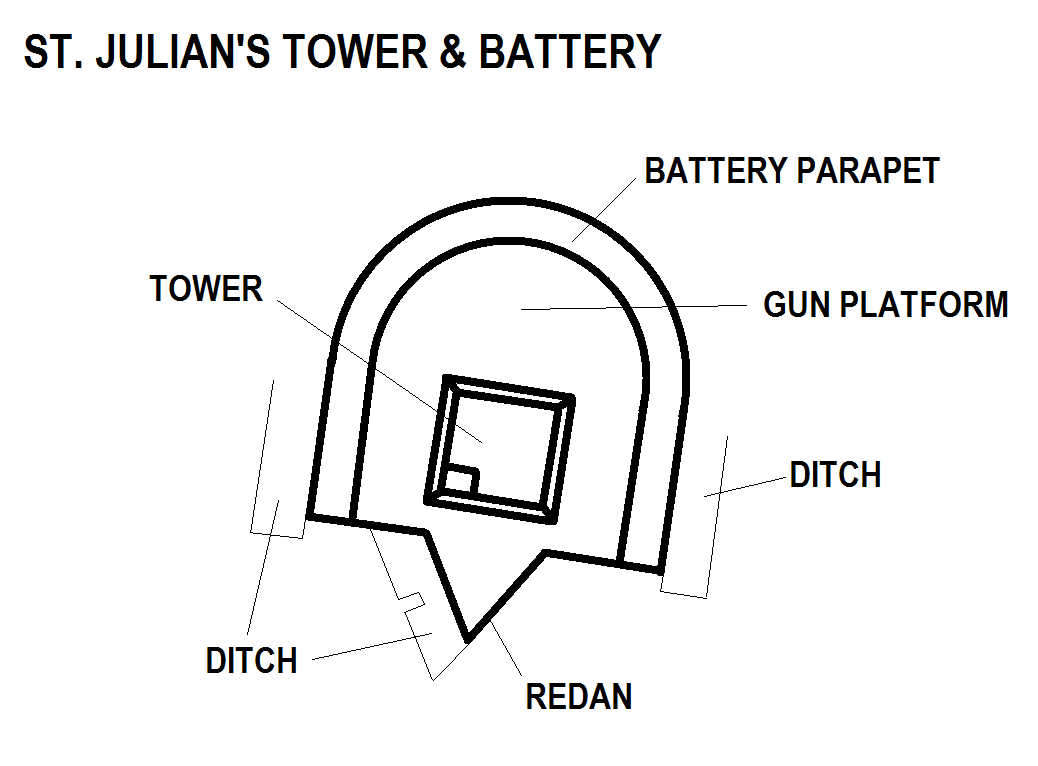
A Szent Julián-torony és tüzérségi üteg

A máltai lovagrend nagyszabású védelmi rendszerében a de Redín-tornyok feladata az volt, hogy őrhelyként működjenek: riasszák a helyőrséget és figyelmeztető lövéseket adjanak le a közelgő ellenségre, kalózokra, vagy karantén-elkerülőkre. A tornyokat egymástól látótávolságára helyezték el, hogy éjjel-nappal jelezhessenek egymásnak és a nagyobb erődöknek. Ezek sorában a Szent Julián-torony ötödikként épült egy középkori őrállomás helyén.
1658-ban készült el, és a De Redin-tornyok szabványos kialakítását követi: négyzetes alaprajzú, kétszintes, lapostetős, a tetőn egy toronnyal. A belső tér két emeletén egy-egy szoba található. A felső szintre eredetileg létrán vagy kötélhágcsón lehetett bejutni, itt volt a katonák őrhelye. Viszonylag kevés fegyverzettel rendelkezett, az őrszolgálatot három, négy ember látta el. A toronytól nyugatra a Szent György-torony, keletre pedig a főváros, Valletta található.
1715-ben a torony tenger felőli oldala köré félkör alakú parti üteg épült, alacsony, négy lövegnek kialakított ágyúpaddal. A torony szárazföldi frontját muskétaállásokkal áttört sánc zárta, amelyeket V-alakú mellvéd kötött össze és a sziklába vájt sekély árok védte. A torony és az üteg közelében az 1760-as években további sáncokat emeltek. 
1798-ban, a franciák elleni máltai felkelés idején a Vincenzo Borg vezette felkelők elfoglalták Szent Julián-tornyot és üteget. Később, a blokád alatt az üteg ágyúit a felkelők kezén lévő másik erődítménybe szállították – a Corradino Batteriesbe –, hogy Vallettában bombázzák a franciákat.
A Szent Julián-torony ép és jó állapotban van, az üteg tengerparti részével együtt ma étterem. A szárazföldi rész helyét Málta egyik legnépszerűbb sétánya, a Tower Road váltotta fel. Az épület falán 1951-ben a máltai kormány márványtáblát helyezett el az építtető nagymester címerével.

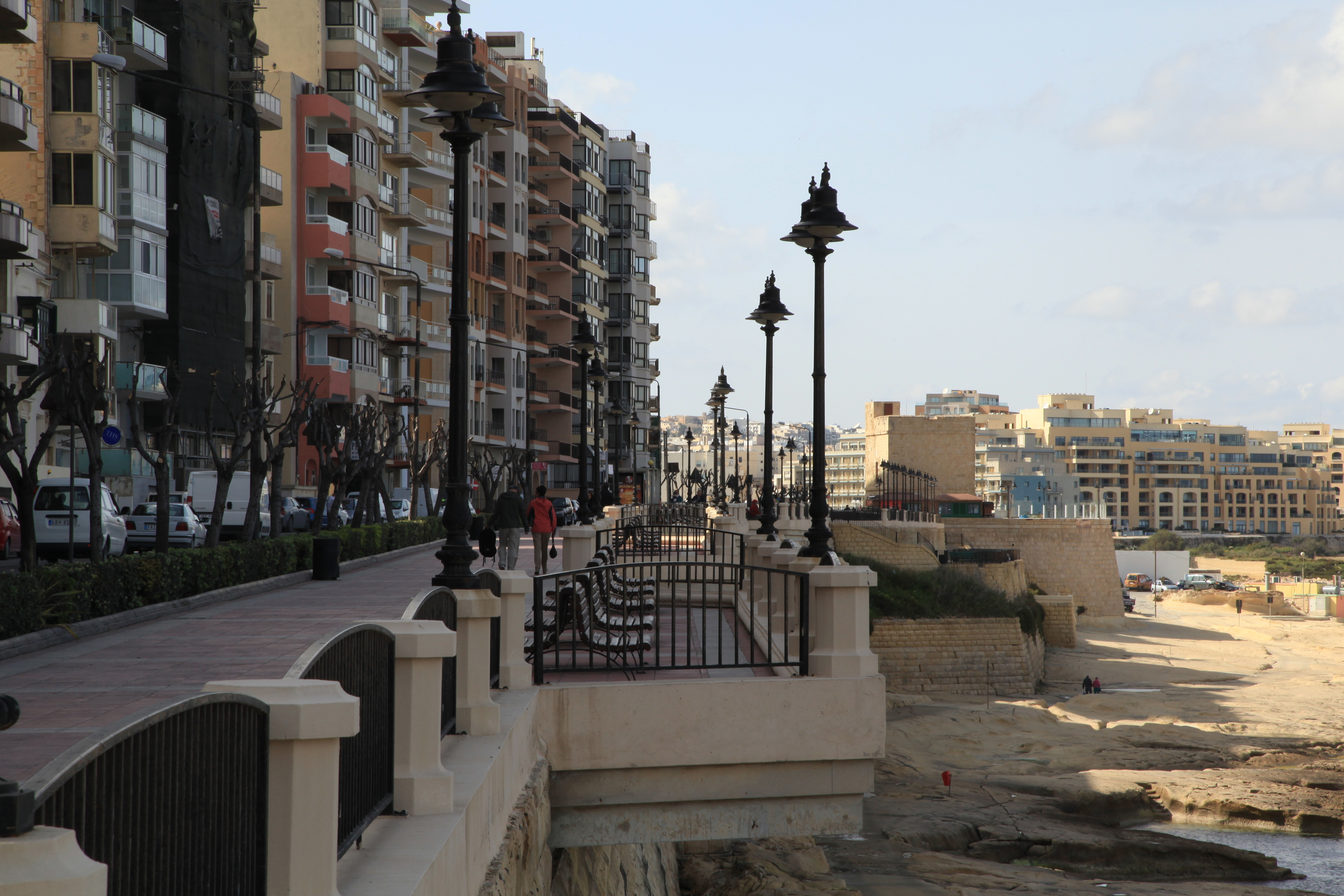
A torony és a félköríves ütegállás
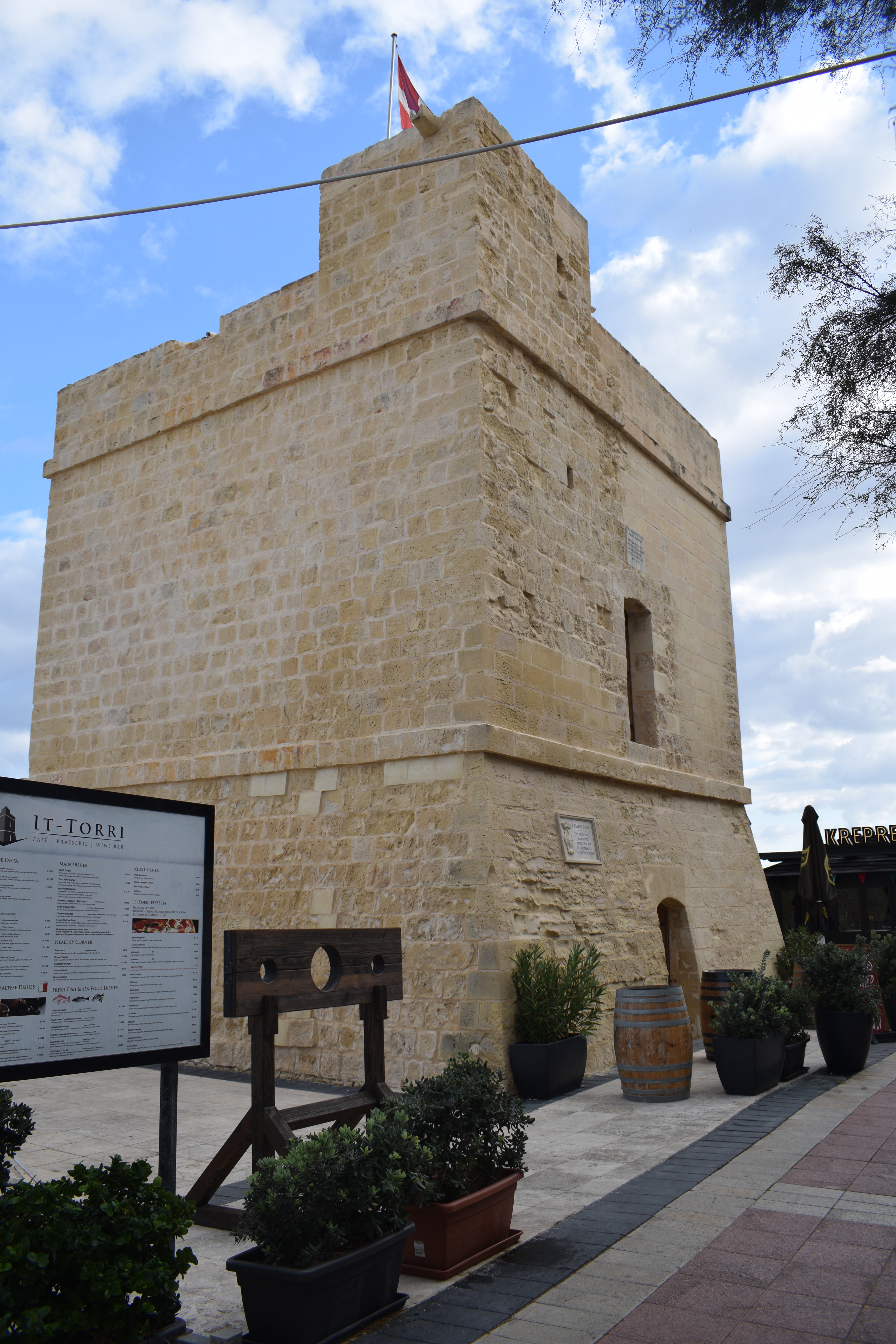
Az étterem bejárata
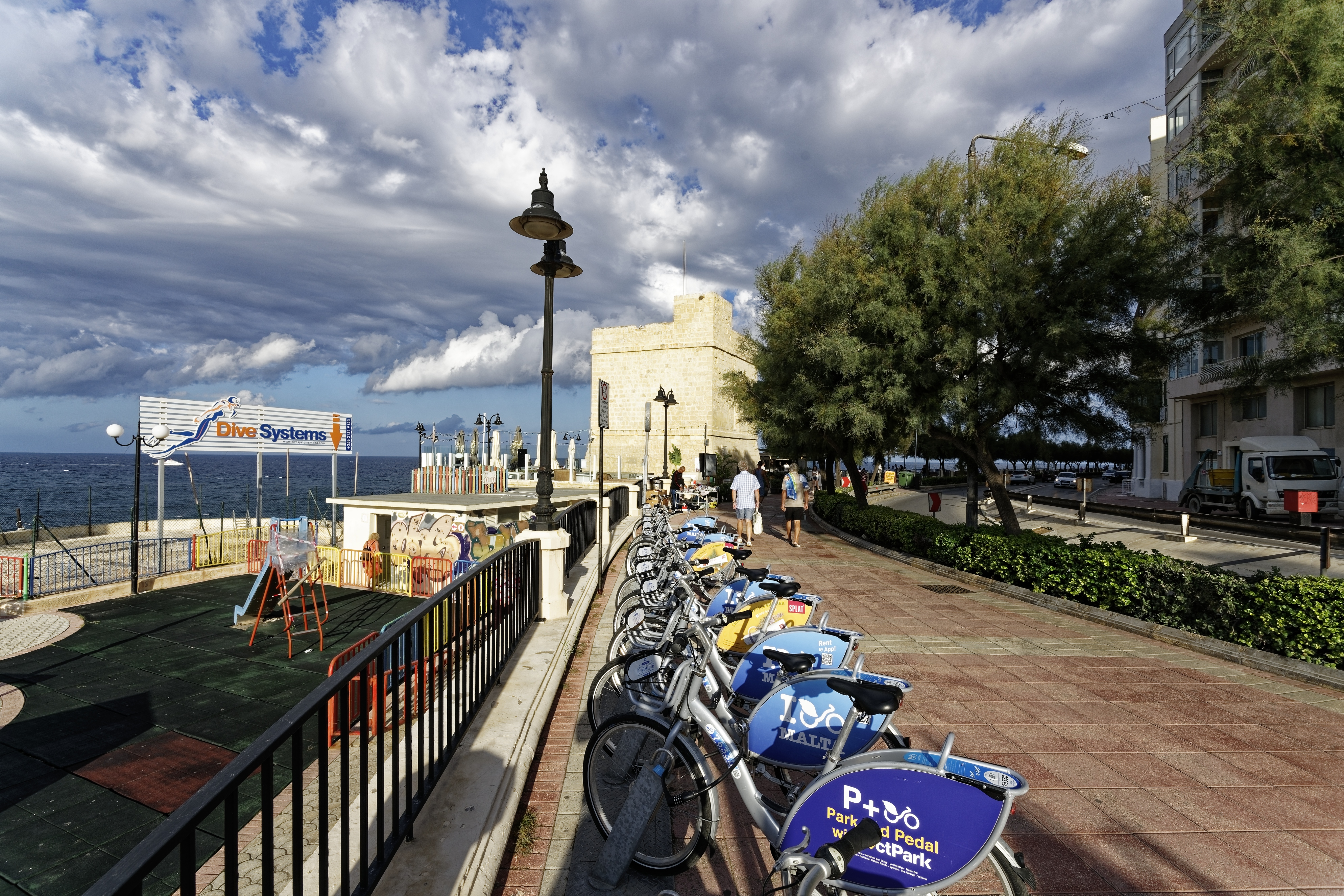
A Szent Julián-torony a Tower Road felől

## Fordítás
Ez a szócikk részben vagy egészben  a    St. Julian's Tower  című angol Wikipédia-szócikk ezen változatának fordításán alapul.  Az eredeti cikk szerkesztőit annak laptörténete sorolja fel. Ez a jelzés csupán a megfogalmazás eredetét és a szerzői jogokat jelzi, nem szolgál a cikkben szereplő információk forrásmegjelöléseként.

## További irodalom
- Frendo, Henry (1998. december 1.). „The French in Malta 1798 - 1800 : reflections on an insurrection”. Cahiers de la Méditerranée 57 (1), 144–145. o, Kiadó: University of Malta. DOI:10.3406/camed.1998.1231. ISSN 1773-0201.

## Külső hivatkozások
- A máltai szigetek kulturális javainak nemzeti jegyzéke
- YouTube-videó, amely a Szent Julián-torony és üteg 3D-s modelljét mutatja be